# Selvas tropicales del archipiélago de las Luisiadas
El archipiélago de las Luisiadas tiene un clima tropical húmedo y está en gran parte cubierto de bosques tropicales húmedos latifoliados.
Las selvas tropicales del archipiélago de las Luisiadas forman una ecorregión de la ecozona australiana, definida por WWF y son el hogar de un buen número de especies endémicas, entre ellas varios árboles (en los géneros Pandanus, Diospyros y Hopea), así como cinco especies de ranas, dos especies de lagartijas , y cinco especies de aves (Myzomela albigula, Meliphaga vicina, Cracticus louisiadensis, Zosterops meeki y Dicaeum nitidum).

## Protección
No hay zonas protegidas.